# Said Bouftass
Said Bouftass, né à Casablanca (Maroc) le 21 décembre 1963, d'une famille originaire d'Izerbi, village près de Tafraout, est artiste plasticien, enseignant chercheur à l'ENA de Rabat et à l'INBA de Tétouan, diplômé de l'ENSBA de Paris, et docteur en esthétique et histoire de l'art à l'université Paris-VIII Saint-Denis.

## Biographie
Diplômé de l'école des beaux-arts de Paris et docteur des-arts plastiques, il a obtenu son doctorat pour une recherche intitulée La morphologie du corps humain entre science du corps et pédagogie artistique.
- Colloque : Le corps dans tous ses états. Faculté de médecine et de pharmacie de Casablanca, décembre 2006[1],
- Conférence et workshop : The Human Figure Unveiled. Université de la Caroline du Sud. Columbia. États-Unis. Novembre 2010[2],
- Parutions de l’ouvrage « la morphologie du corps humain entre pédagogie et science du corps. Les éditions EUE. Novembre 2011»
- Parution de l’ouvrage « Le dessin d’observation, méditations phénoménologiques. Les éditions Alberti. Novembre 2012 » [3],

## Expositions
- Exposition : Le corps en morceaux, Bibliothèque nationale du Royaume du Maroc, février 2013[4]
- Exposition : Du dessin au dessin animé. Institut Français de Meknès.octobre 2006[5]
- Exposition : Corps accord, CDG Développement, décembre 2004
- Exposition :  Le corps dans tous ses états, Faculté de médecine et de pharmacie de Casablanca, décembre 2006[1]
- Exposition : Trouble-Je, Galerie Bab El Kebir de Rabat, avril 2013[6]
- Exposition : corps et espace, Musée archéologique de Rabat, mai 2013